# Głodowo (powiat lipnowski)
Głodowo – wieś w Polsce położona w województwie kujawsko-pomorskim, w powiecie lipnowskim, w gminie Lipno.

## Podział administracyjny
W latach 1954–1961 wieś należała i była siedzibą władz gromady Głodowo, po jej zniesieniu w gromadzie Karnkowo. W latach 1975–1998 miejscowość należała administracyjnie do województwa włocławskiego.

## Demografia
Według Narodowego Spisu Powszechnego (III 2011 r.) wieś liczyła 340 mieszkańców. Jest piętnastą co do wielkości miejscowością gminy Lipno.

## Sport
Do roku 2013 w Głodowie działał amatorski zespół piłkarski LZS Głodowo. 

## Zabytki
Według rejestru zabytków NID na listę zabytków wpisany jest zespół dworski z końca XIX w., nr rej.: 139/A z 27.07.1984
- dwór, lata 1881–1906
- park krajobrazowy, XVIII w., XIX w.